# Technische Sammlung Hochhut
Die Technische Sammlung Hochhut ist eine Stiftung zur Erhaltung historischer Kraftfahrzeuge, Motorräder und Motoren mit Sitz im Frankfurter Stadtteil Gallus. Sie ist Teil der Route der Industriekultur Rhein-Main.
Die Sammlung entstand aus einem privaten Hobby des Unternehmers Fritz Hochhut, der über mehrere Jahrzehnte Fahrzeuge, Motoren, Dampfmaschinen, Stirling-Motoren und andere Teile aus den Bereichen Antriebe und Fahrzeuge sammelte. Nach seinem Tod wurde die Sammlung von ehemaligen Mitarbeitern 1999 in eine Stiftung umgewandelt. Das Unternehmen Hochhut, das Baumaschinen und Kompressoren vertreibt und vermietet, besteht bis heute. Fritz Hochhut gehörte auch zu den Gründern des Förderkreises Industrie- und Technikgeschichte e.V.

## Bildergalerie

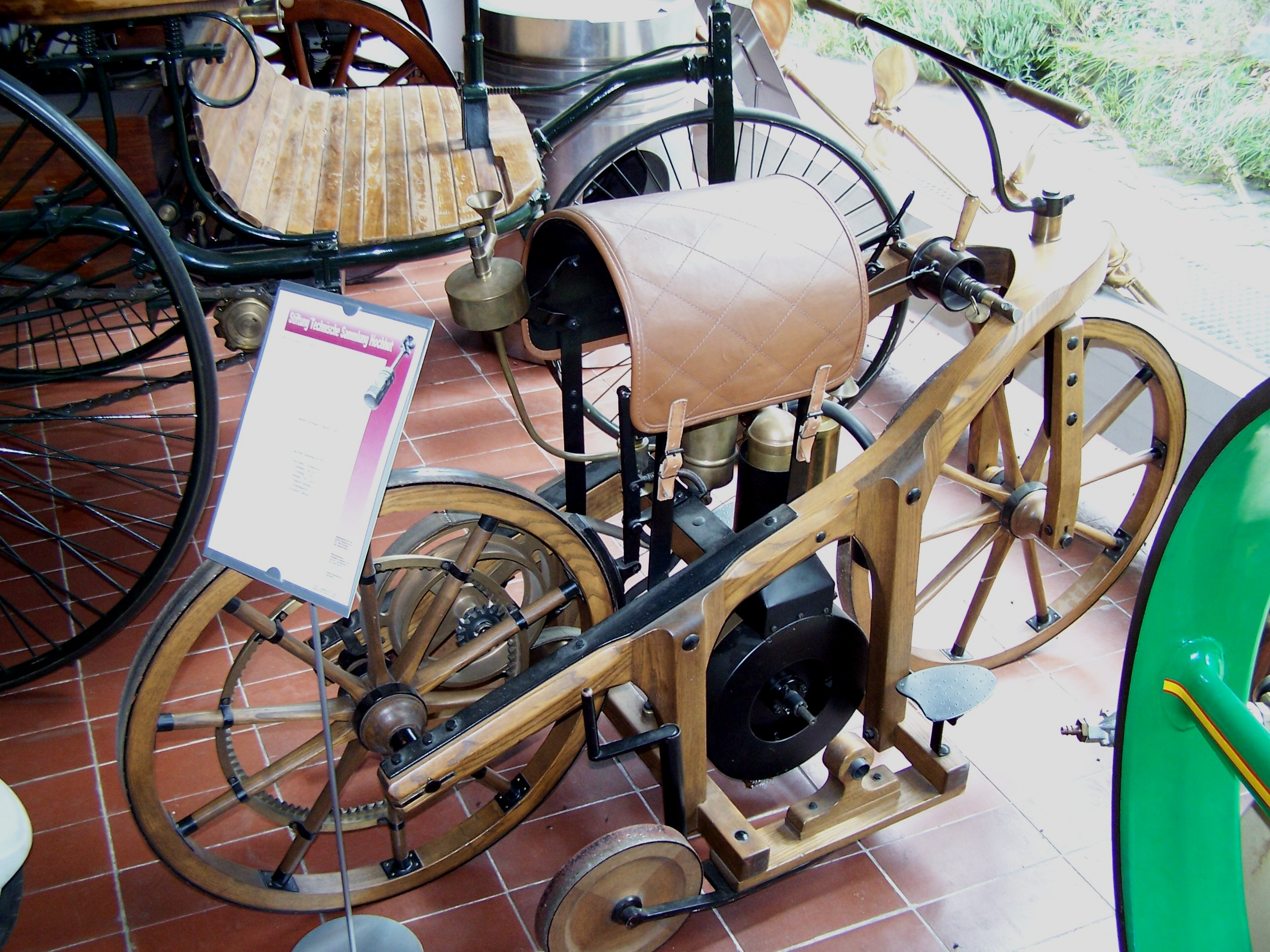
Nachbau des ersten Daimler-Motorrades von 1885
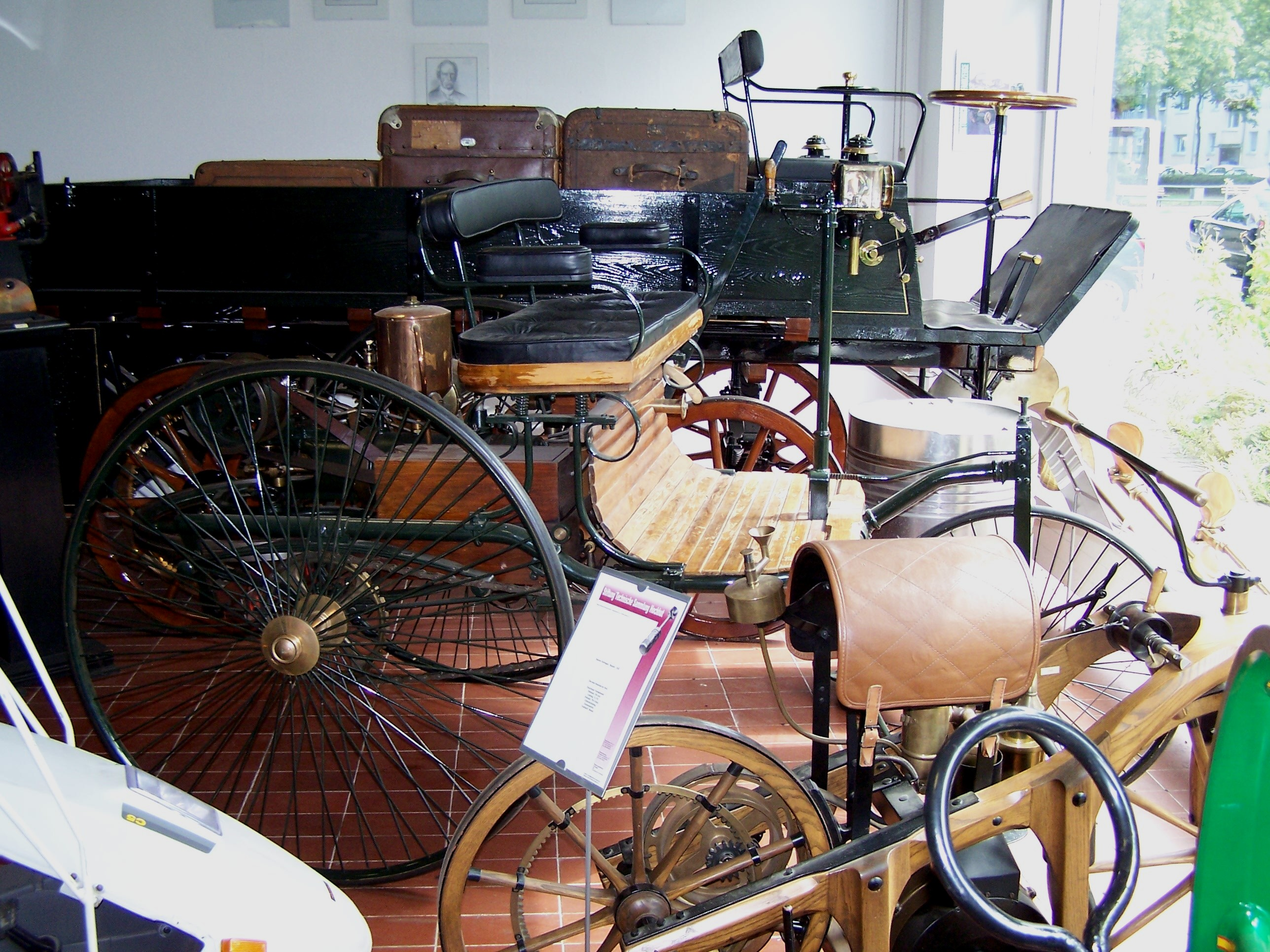
Nachbau des Benz-Motorwagens von 1886
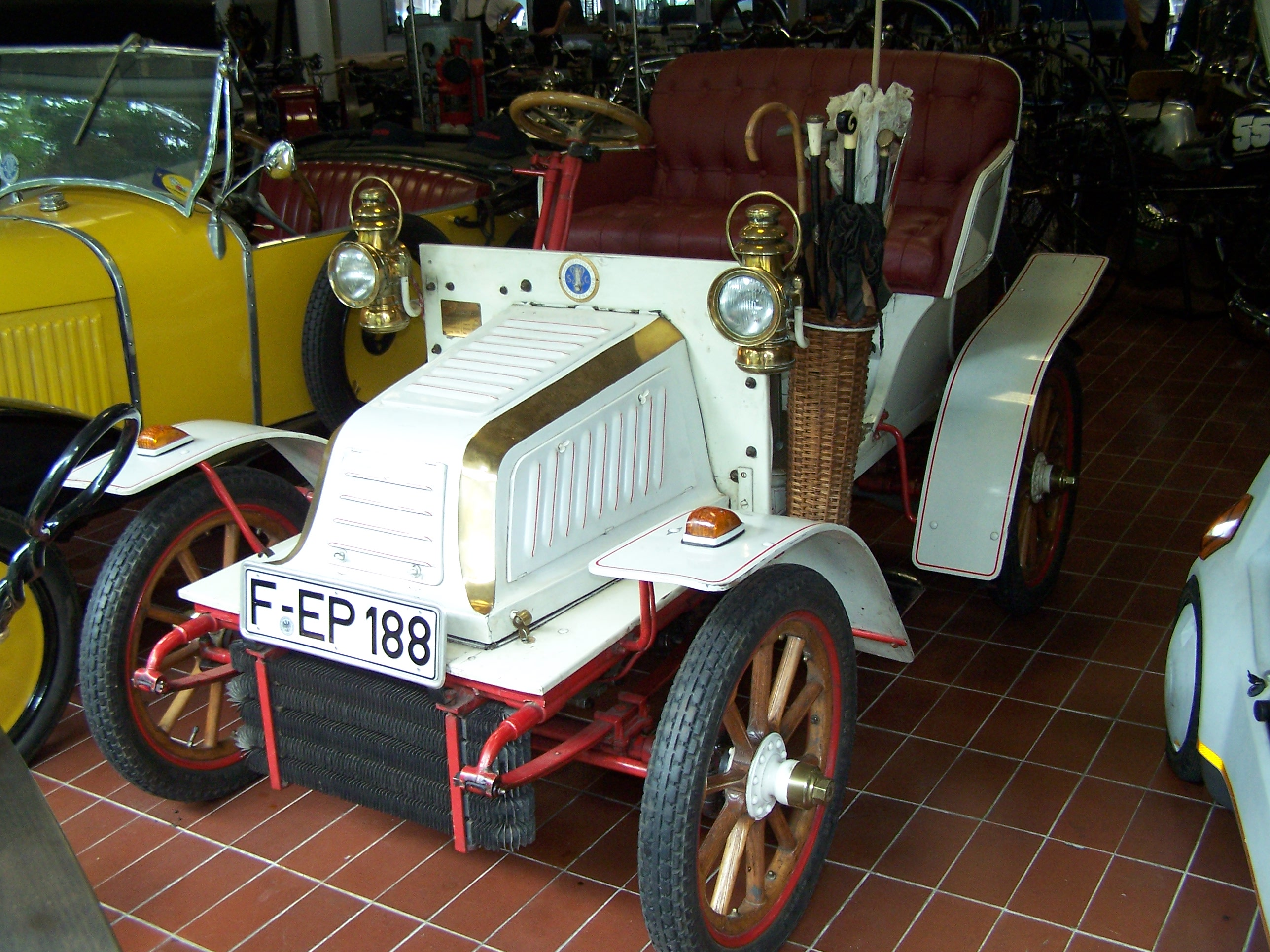
Laut Sammlung eines der ältesten zugelassenen Autos in Deutschland, ein Bergmann Picolo
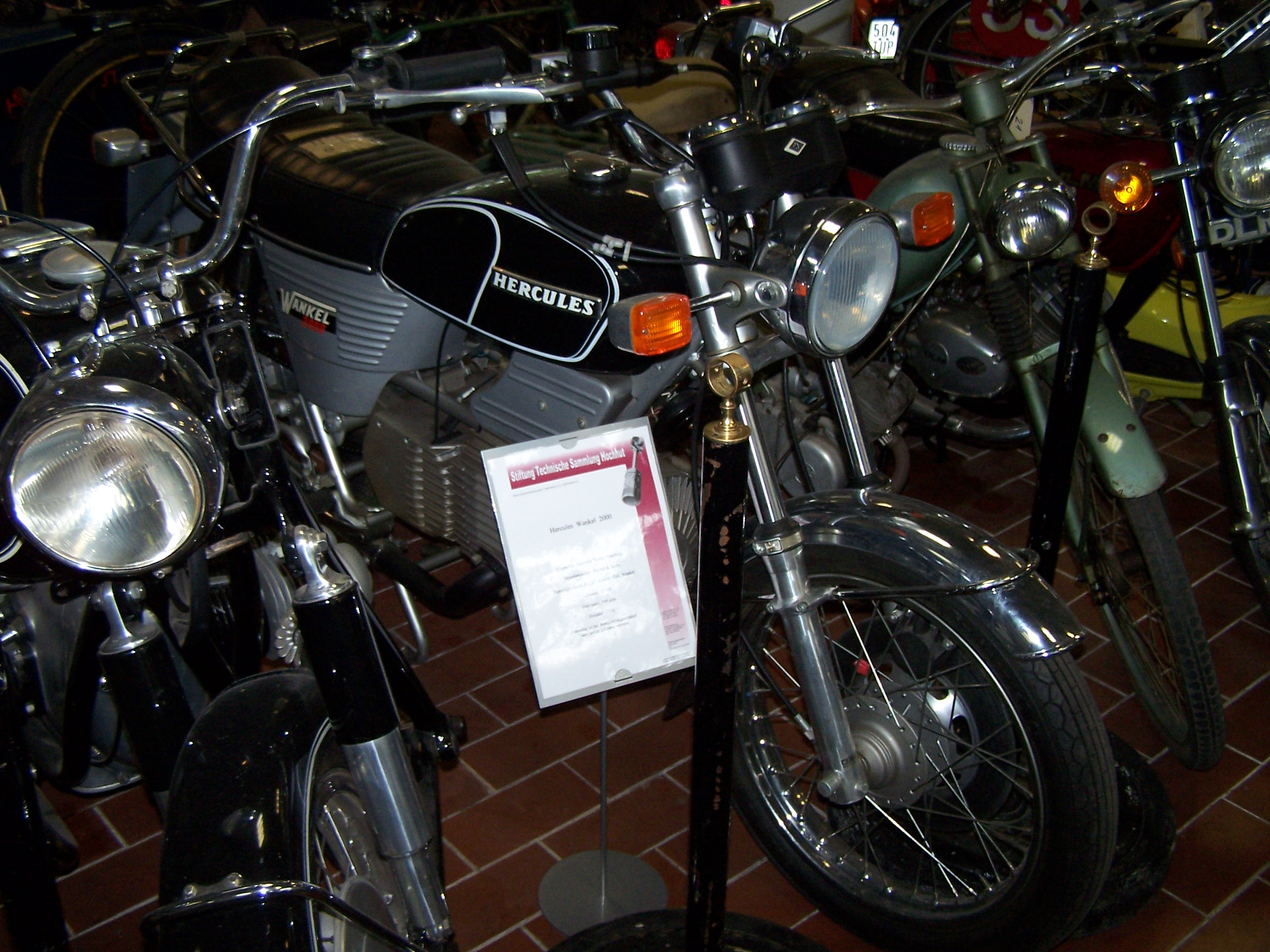
Hercules W2000 mit Wankelmotor
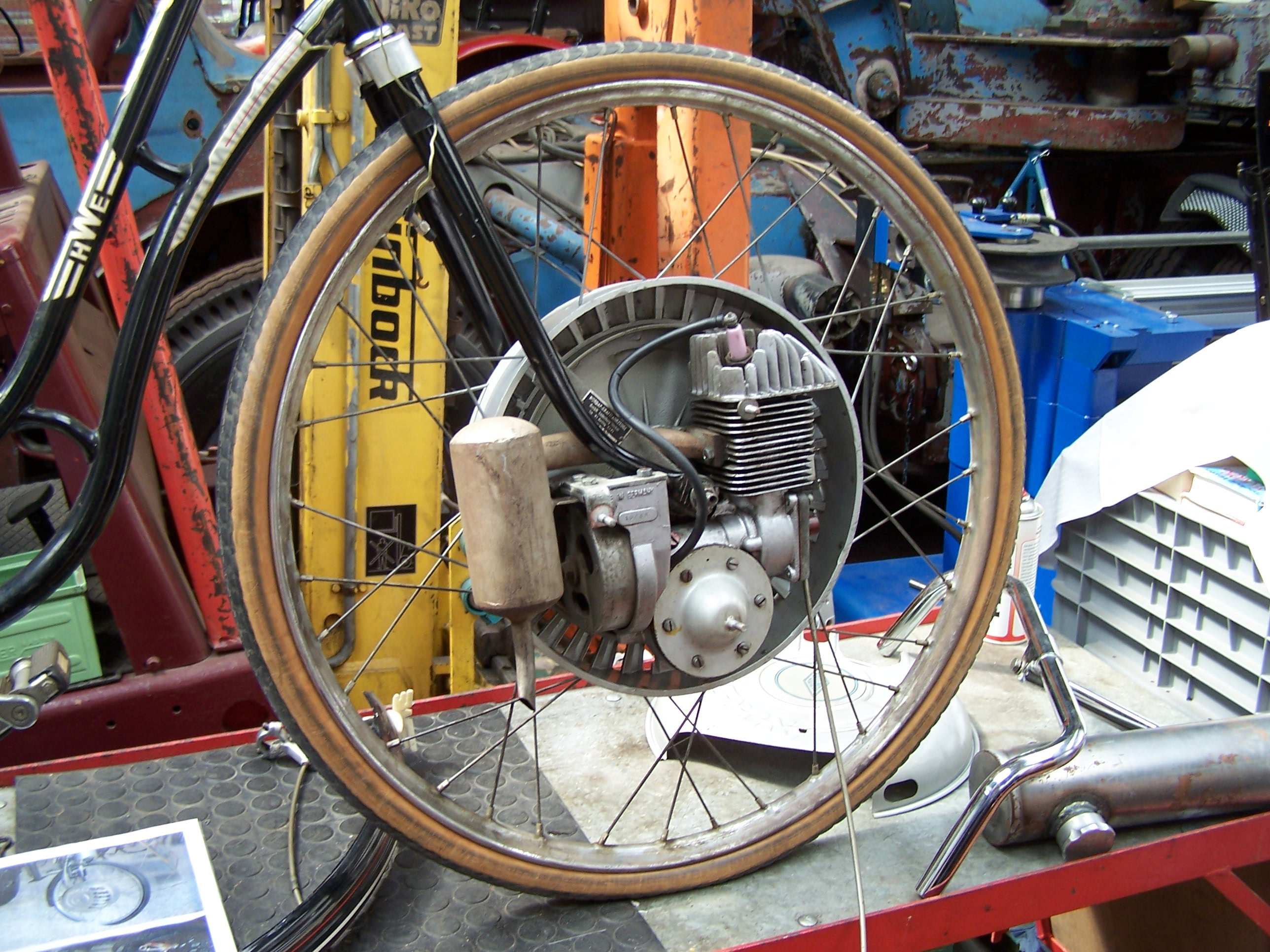
Fahrrad-Hilfsmotor in der Vorderradnabe
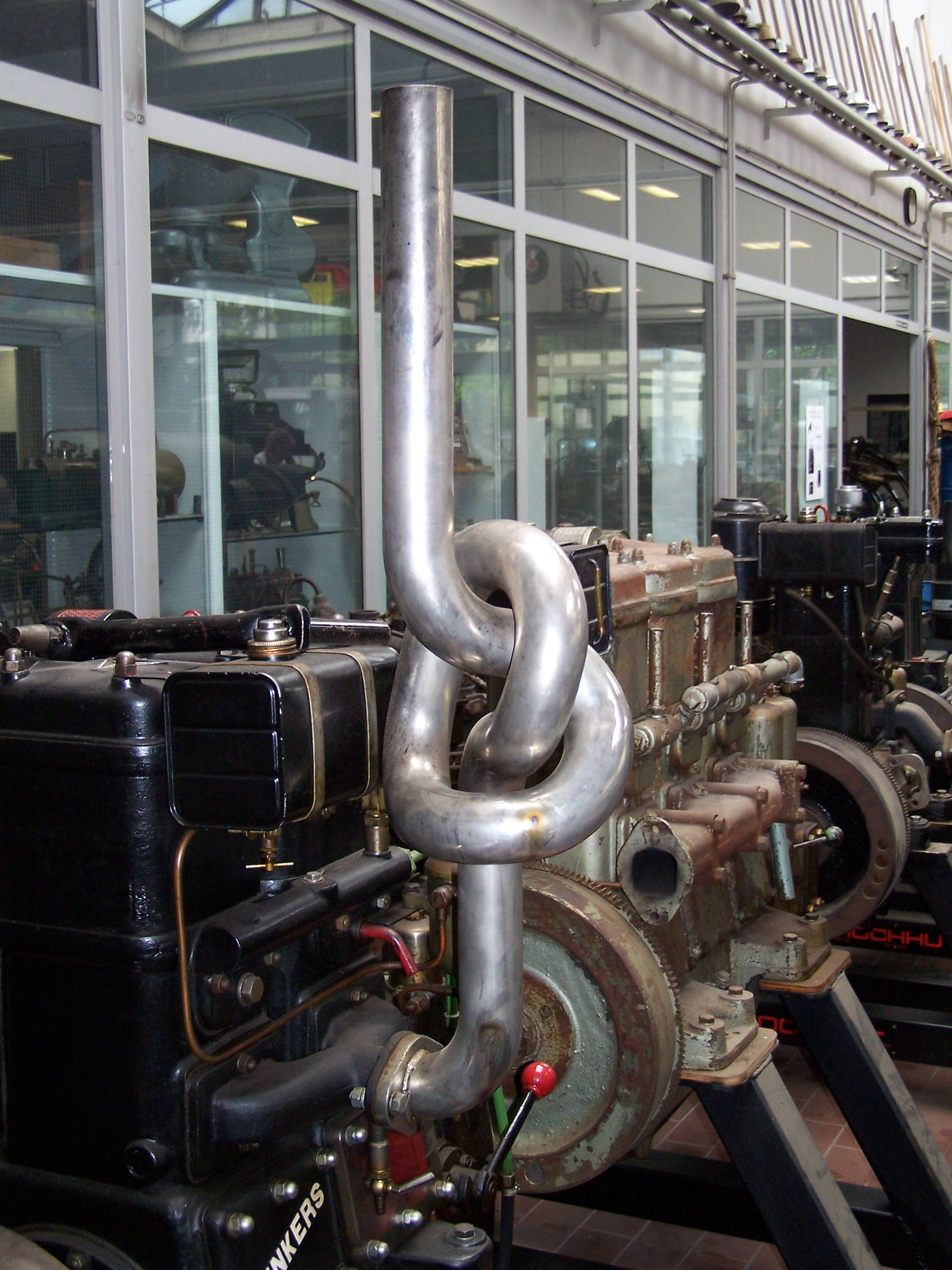
Junkers-Motor mit einem sehr speziellen Auspuff, eine Spezialanfertigung für Fritz Hochhut
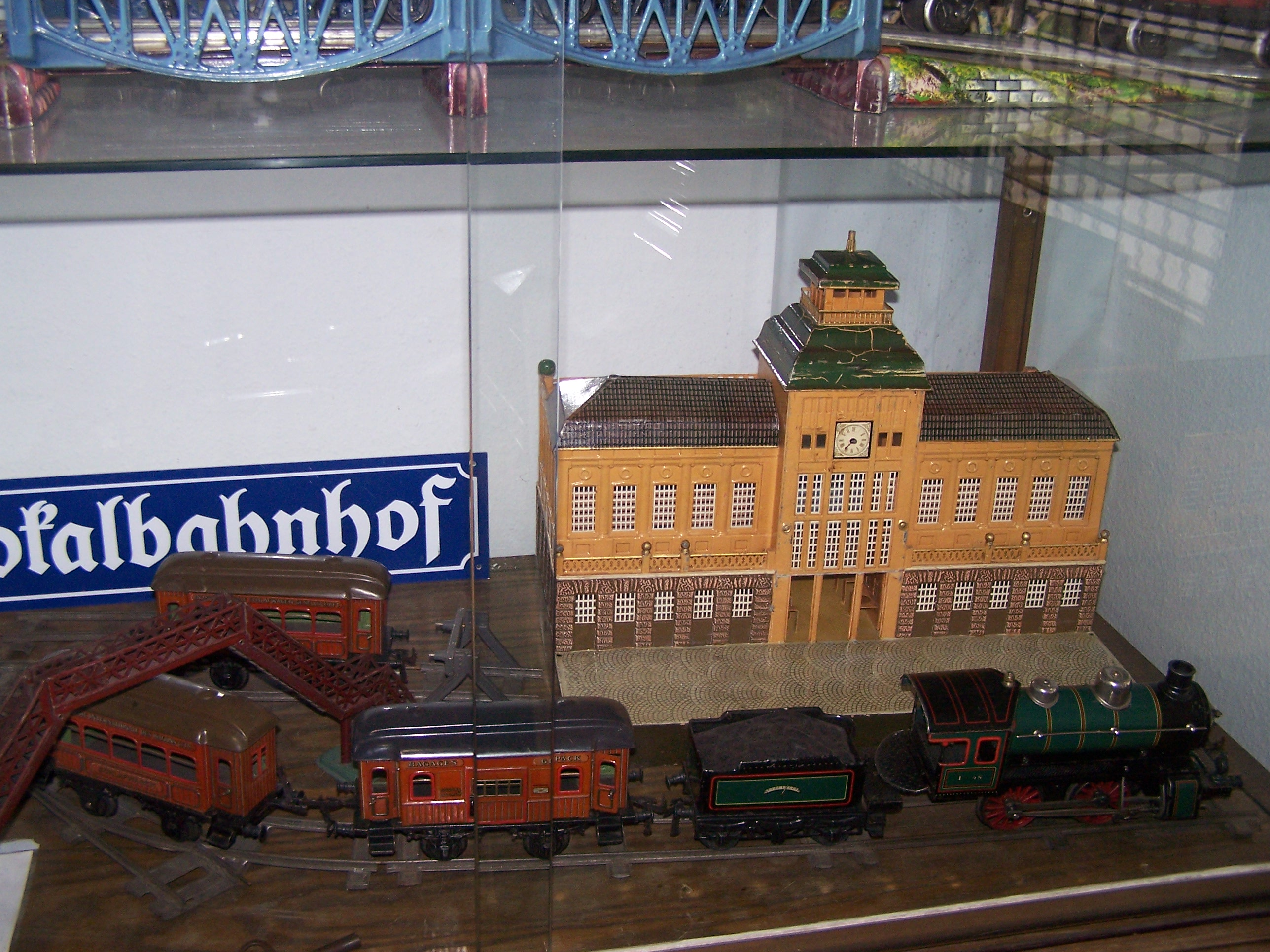
Historische Märklin-Modelleisenbahn der Spurweite 0
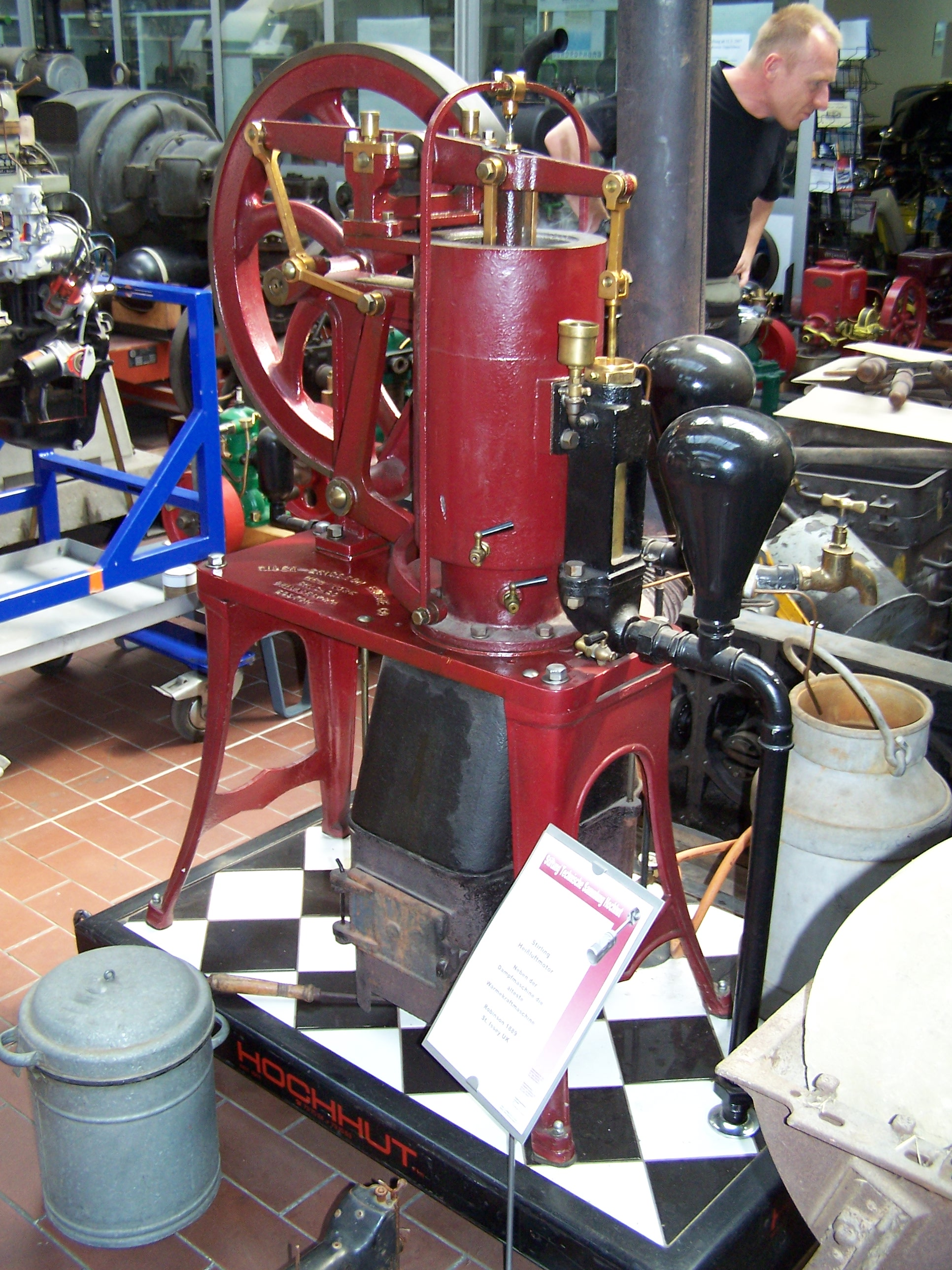
Stirling-Motor mit Kuhdung-Feuerung für den Einsatz in der Landwirtschaft